# Nørre Vissing
Nørre Vissing – miasto w Danii, w regionie Jutlandia Środkowa, w gminie Skanderborg.